# Fotodruštvo
Fotodruštva so bila fotografski hobi klubi brez umetniških ambicij. Pojavila so se konec 19. stoletja. Umetniško foto-gibanje je nato izstopilo iz strokovnih združenj. To je tudi čas secesije, ki se pojavi tudi v teh klubih, ti pa se začno tako približevati umetniškemu načinu izražanja, zato so fotografije iz tega kroga manj realistične. 
Umetniške ambicije so osnove kasnejše rabe fotografije kot umetnosti. Ustvarjalci take fotografije so bili pionirji fotografije, ki so iskali estetske potenciale fotografije.

## Kronologija

### 1887
Združenje amaterskih fotografov na Dunaju, t. i. Club der Amateur Photographen in Wien. Prvi izven Anglije.

### 1891
Preimenovanje v Wiener Camera Club, takrat je bila izvedena tudi prva foto razstava. V žiriji pa so bili umetniki in ne fotografi, zato to pomeni prvo estetsko pojmovanje fotografije.

### 1889
Fotografsko društvo v Ljubljani s sedežem v Grubarjevi palači.

### 1892
Iz londonskega fotografskega kluba se odcepita dve smeri:realizem in simbolizem. Dunajski simbolizem naredi prvo šolo in Angleži to razumejo kot pobodo, zato ustanovijo Brotherhood of the Linked Ring. To je klub elitne skupine bogatašev in aristokratov. Sprejemal je le uveljavljene osebnosti v fotografiji, odločitev za sprejem pa se je potrdila pri posebni komisiji. Član je dobil dodatno ime, bratovščinsko ime, ki je označevalo njegovo funkcijo. Ti saloni in sami člani so bili zelo vplivni in so tako lahko ustvarjali lastno modo z denarjem, ki so ga služili.

### 1893
Prvi fotografski salon Dudtey Gallery

### 1911
V Ljubljani v Jakopičevem paviljonu (razstavišču) prvič skupaj razstavljajo fotografi in likovni umetniki, kar nakazuje trend vračanja k realizmu.